# Televisão (álbum)
Televisão é o segundo álbum de estúdio da banda brasileira de rock Titãs. Foi produzido por Lulu Santos e lançado em junho de 1985 pela WEA. É o primeiro álbum da banda com o baterista Charles Gavin, que substituiu André Jung.
Televisão foi pensado para ser um disco que imita uma televisão, de modo que cada faixa representasse um canal. Em outras palavras, a ideia era que as faixas mudassem de um gênero para outro da mesma forma que diferentes tipos de programas podem ser assistidos ao se mudar o canal do televisor. A foto de capa não foi editada para parecer uma televisão; a banda foi efetivamente filmada por uma câmera que transmitia a imagem para um aparelho televisor e uma foto da tela foi tirada.
Foi o primeiro álbum do grupo produzido por Lulu Santos, que foi escolhido pela banda para garantir um som diferente das outras bandas brasileiras de rock da época.
Perguntados em 1998 sobre o destino da personagem Dona Nenê, da faixa homônima, a banda respondeu que "é um mistério até hoje" e que "ninguém sabe onde ela está". Durante uma apresentação da faixa "Massacre" num programa de Marília Gabriela, o político Jânio Quadros protestou dizendo que "aquilo não era música" e que era "uma porcaria".
O álbum vendeu 25 mil cópias (o que foi considerado um  "relativo fracasso" pela banda) e foi elogiado pelos críticos que aprovaram seu foco incondicional, sua agressividade bruta misturada com elementos sentimentais e bregas e seus grooves pop e contemporâneos. Em um artigo escrito em 2006, o vocalista e tecladista Sérgio Britto comentou que faixas como "Televisão", "Massacre", "Pavimentação" e "Autonomia" apontavam para o direcionamento musical que a banda adotaria em seu álbum seguinte, Cabeça Dinossauro.

## Faixas
| N.º | Título               | Compositor(es)                                 | Vocais principais                                           | Duração |  |
| 1.  | "Televisão"          | Arnaldo Antunes, Marcelo Fromer, Tony Bellotto | Arnaldo Antunes                                             | 3:40    |  |
| 2.  | "Insensível"         | Sérgio Britto                                  | Sérgio Britto                                               | 4:25    |  |
| 3.  | "Pavimentação"       | Paulo Miklos, Arnaldo Antunes                  | Paulo Miklos                                                | 2:25    |  |
| 4.  | "Dona Nenê"          | Branco Mello, Ciro Pessoa                      | Branco Mello                                                | 3:35    |  |
| 5.  | "Pra Dizer Adeus"    | Tony Bellotto, Nando Reis                      | Nando Reis                                                  | 5:00    |  |
| 6.  | "Não Vou Me Adaptar" | Arnaldo Antunes                                | Arnaldo Antunes                                             | 2:45    |  |
| 7.  | "Tudo Vai Passar"    | Sérgio Britto, Marcelo Fromer                  | Sérgio Britto                                               | 3:40    |  |
| 8.  | "Sonho com Você"     | Branco Mello, Sérgio Britto, Ciro Pessoa       | Branco Mello                                                | 3:05    |  |
| 9.  | "O Homem Cinza"      | Nando Reis                                     | Nando Reis                                                  | 3:40    |  |
| 10. | "Autonomia"          | Paulo Miklos, Arnaldo Antunes, Marcelo Fromer  | Paulo Miklos                                                | 2:55    |  |
| 11. | "Massacre"           | Sérgio Britto, Marcelo Fromer                  | Arnaldo Antunes, Branco Mello, Paulo Miklos e Sérgio Britto | 1:40    |  |

## Créditos
Conforme encarte:
Titãs
- Arnaldo Antunes - vocal
- Branco Mello - vocal
- Paulo Miklos - vocal; baixo em "O Homem Cinza" e "Pra Dizer Adeus"; teclado em "Não Vou me Adaptar", "Insensível" e "Tudo Vai Passar"
- Sérgio Britto - vocal, teclados
- Nando Reis - vocal, baixo
- Marcelo Fromer - guitarra
- Tony Bellotto - guitarra
- Charles Gavin - bateria e timbales

Participações especiais
- Léo Gandelman - saxofone em "Televisão" e "Pavimentação"
- Lulu Santos - guitarra solo em "Pra Dizer Adeus" e baixo em "Dona Nenê"

Pessoal técnico
- Produção: Lulu Santos
- Produção executiva: Pena Schmidt
- Direção artística: Arnolpho Lima Filho
- Técnicos: Guilherme, Ricardo Franja e Roberto
- Mixagem: Estúdio Sigla (RJ)
- Engenharia de mixagem: Andy Mills e Edu
- Assistente de mixagem: D'Orey
- Capa: Guto Lacaz
- Fotografia: Vânia Toledo
- Figurinos: Kaos Brasilis